# Villa Schneider
Villa Schneider è una palazzina in stile liberty di Biella, situata a breve distanza dal centro storico in piazza Lamarmora (incrocio via Micca e Via Gramsci), che viene custodita come luogo della memoria della tirannide nazi-fascista perpetrata ai danni della popolazione civile durante la seconda guerra mondiale.
È stata una delle molte Villa Triste aperte dai nazifascisti, sull'esempio di quella allestita a Firenze, nella seconda parte del conflitto mondiale.

## Storia
La villa, dopo l'armistizio di Cassibile dell'8 settembre 1943 e l'istituzione della Repubblica Sociale Italiana, fu requisita dalle SS e da forze repubblichine per essere adibita a quartier generale del comando di Polizia Militare e luogo di interrogatori e torture cui venivano sottoposti, in particolare, i partigiani catturati e reclusi nelle prigioni del Piazzo.
Con la fine del conflitto mondiale la palazzina di stile liberty ha avuto diverse destinazioni d'uso fino a divenire quasi abbandonata e prima essere utilizzato per gli uffici di assessorati comunali e come sede museale permanente e Luogo della memoria.
Dal gennaio 2018 il piano terreno ospita la sede del Comitato Provinciale Biellese dell'ANPI.

## I proprietari

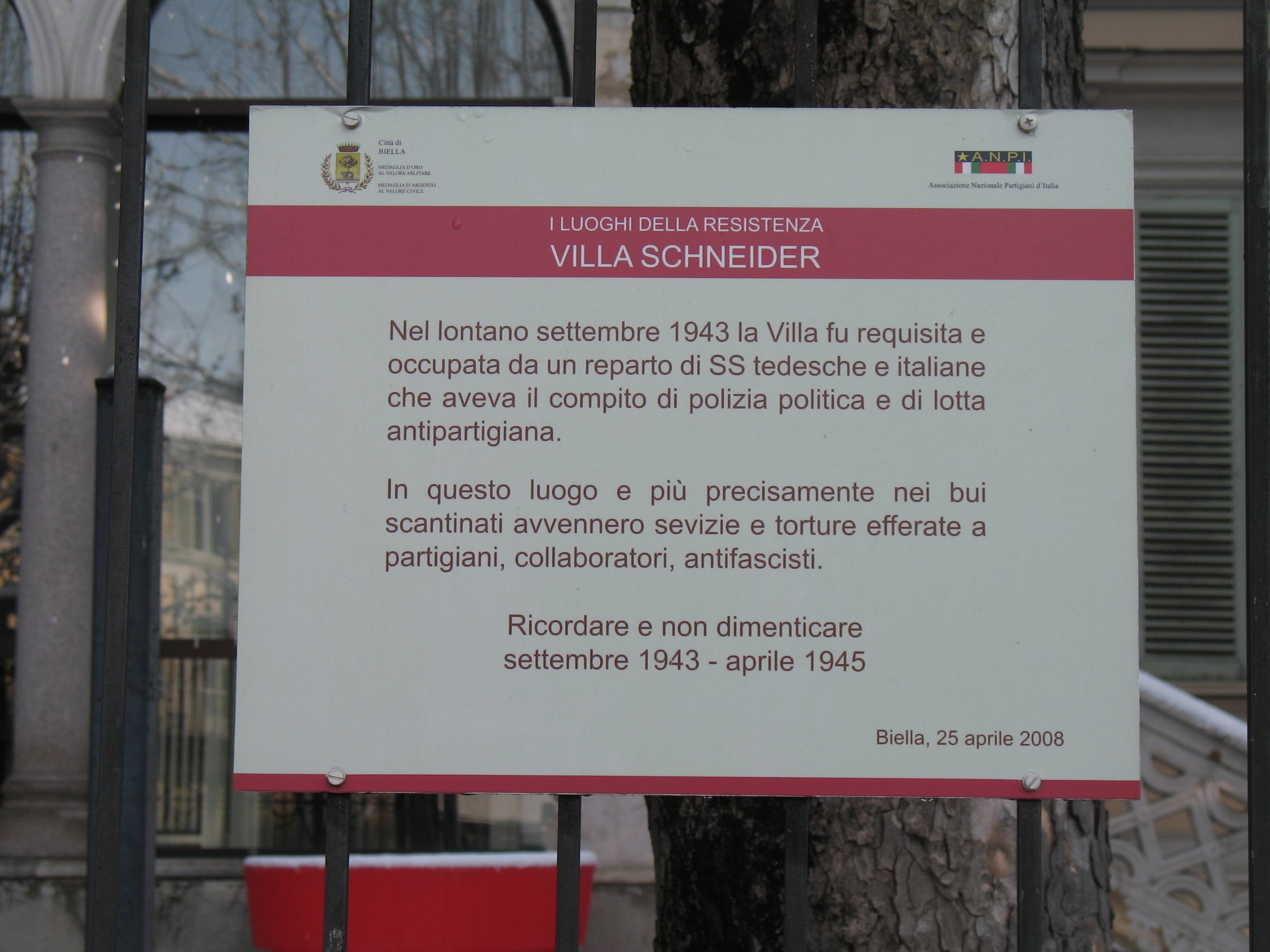
Targa commemorativa a Villa Schneider

La villa era appartenuta, prima della requisizione, a Daniele Schneider, un francese di umili origini nato a Mulhouse, in Alsazia, il 27 settembre 1868, che da semplice operaio meccanico arrivato nell'anno 1900 nel biellese per lavorare alla Filatura di Tollegno scalò ogni gradino di carriera fino a diventare industriale del settore e a ricoprire importanti incarichi nelle associazioni di categoria.
L'edificio era stato edificato nel 1898 da tale Sebastiano Protto e da questi lo Schneider lo acquistò per la sua famiglia il 18 novembre 1919 al costo di 120 000 lire. La casa passò poi in proprietà nella primavera del 1932 ai figli di Schneider e, dal
settembre 1948, al solo Paolo Roberto Schneider.
Il Comune di Biella ha acquisito l'edificio - rimasto a lungo disabitato - nel gennaio 1973 pagandolo 60 milioni di lire e destinandolo ad attività culturali o assistenziali.
Schneider, che dopo l'8 settembre, quando gli fu requisita la villa, trovò riparo in Francia, morirà il 12 settembre 1957, non prima di essere stato nominato socio onorario dell'allora prestigiosa Associazione Laniera Italiana. È sepolto nel cimitero che sorge accanto al santuario di Oropa.

## Il presidio e radio Baita
Trasformata in presidio di sorveglianza della città, mentre le truppe tedesche dal centro-Italia iniziavano la ritirata verso il nord, Villa Schneider fu abitata, dopo la requisizione, dal tenente Hans Schuh, comandante SS, da un ufficiale tedesco, da due sottufficiali anch'essi di nazionalità germanica e da sette militari italiani fedeli alla RSI.
Il presidio dipendeva direttamente dal comando SS di Torino e in tal modo veniva esautorato il potere del comando dell'esercito tedesco di stanza a Biella. Come scrissero i giudici della Corte Straordinaria d'Assise di Vercelli nell'introduzione alla sentenza del 10 ottobre 1946: "si sapeva del contrasto fra il maggiore comandante della piazza di Biella e il comandante del presidio di Villa Schneider".

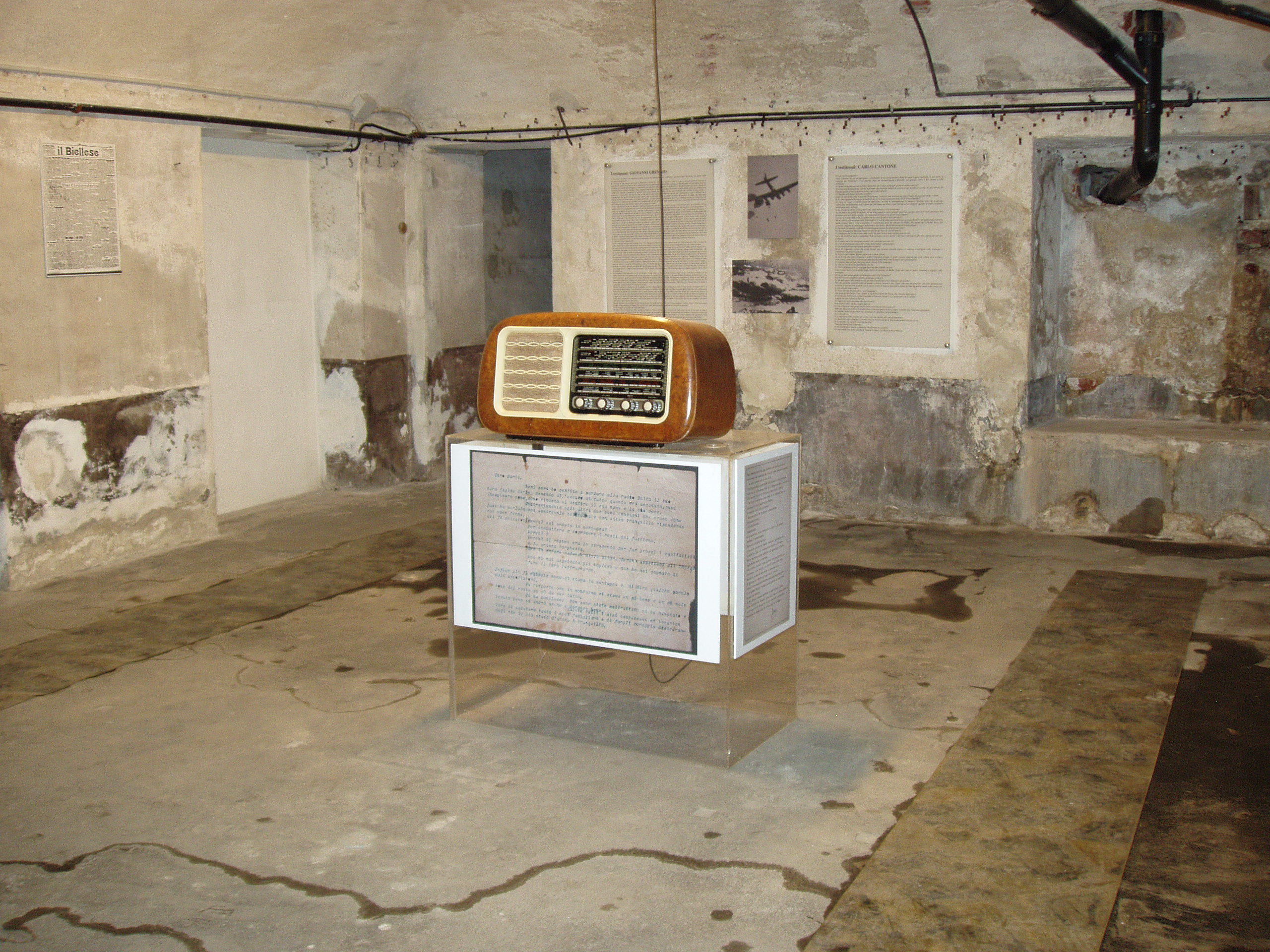
Una sala della mostra permanente

Al piano superiore di Villa Schneider era ospitata una stazione radio chiamata Radio Baita e allestita da due italiani, fra cui un religioso, che svolgeva azione di propaganda nazifascista sotto forma di controinformazione ai messaggi dell'emittente partigiana Radio Libertà, che consentiva ai volontari organizzati in formazioni attive sulle prealpi biellesi, di comunicare con le famiglie. Ai microfoni venivano fatti parlare anche partigiani costretti a leggere comunicati predisposti dalle SS in cui si dichiaravano soddisfatti del trattamento loro riservato e invitavano i compagni a costituirsi.
Lo scopo di Radio Baita era quindi quello di minare il morale dei combattenti e di ingenerare dubbi e sospetti fra le file partigiane facendo circolare informazioni che potessero tornare utili alla causa nazifascista.
Al processo che si tenne nel dopoguerra, gli italiani accusati si difesero sostenendo che l'emittente radio era stata installata con l'intento di avvicinare soldati tedeschi e partigiani italiani in funzione antifascista. Una volta che i partigiani fossero riusciti ad allontanare dal biellese le guarnigioni repubblichine si sarebbero dovute scacciare anche le truppe tedesche e dichiarare una sorta di stato partigiano indipendente sul modello di quanto successo in Val d'Ossola.

## I processi

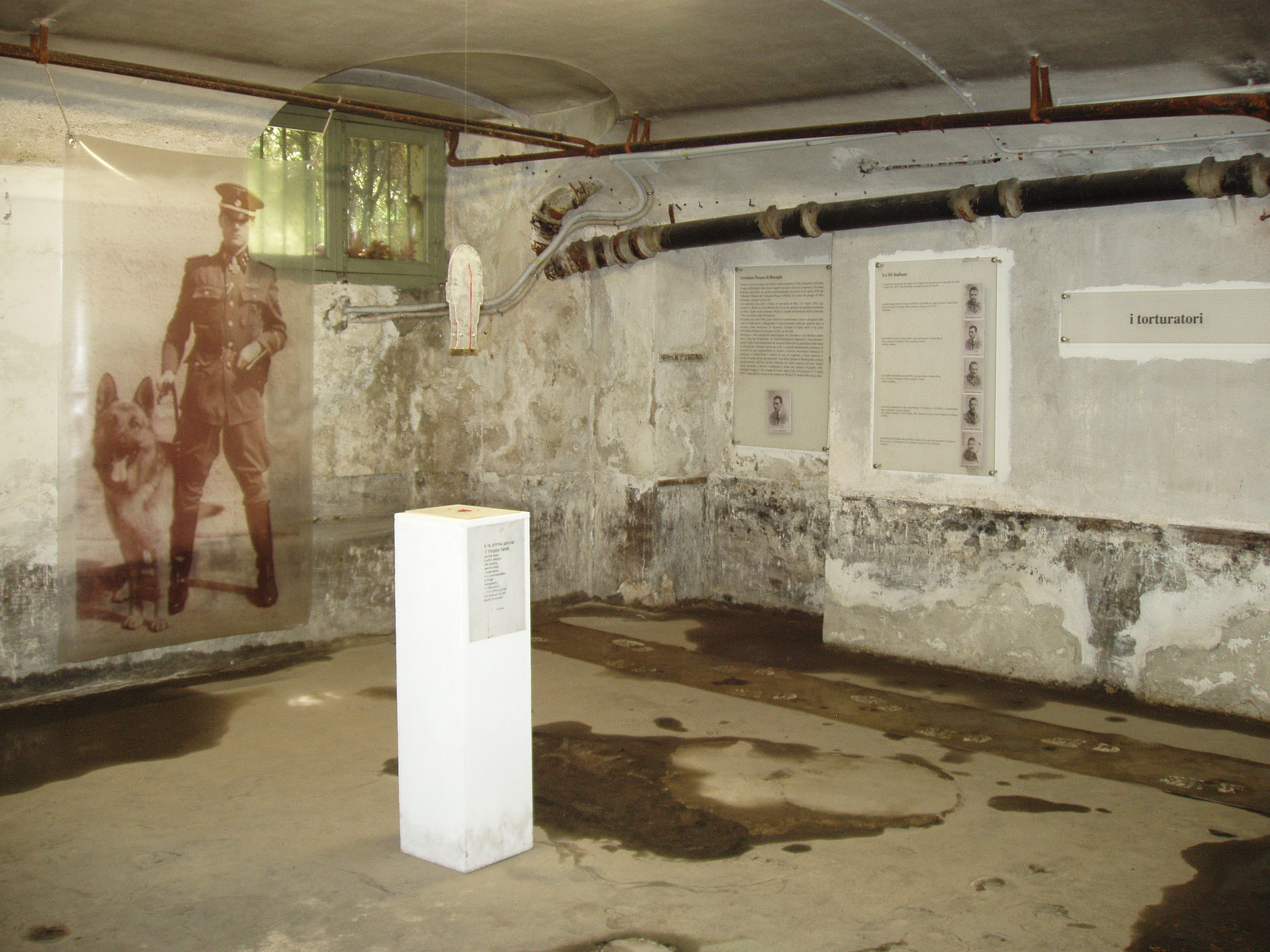
Un'altra sala della mostra permanente

Le vicende del presidio di Villa Schneider - utilizzato per venti mesi come nucleo scelto con compiti di polizia politica e lotta contro il movimento partigiano - sono state ricostruite, sia pure solo parzialmente, dalle testimonianze dei superstiti e dalle sentenze emesse dopo la fine del conflitto mondiale, ed in particolare da quella della Sezione Speciale della Corte d'Assise di Vercelli datata 10 ottobre 1946 e da quella della Corte d'Assise di Torino del 6 dicembre 1949. Da tali sentenze emergono in particolare le responsabilità di esponenti italiani delle SS accusati, a diversi livelli di responsabilità, di aver "sottoposto a maltrattamenti" gli arrestati e di aver loro provocato delle lesioni.
A parlare per primi dei fatti di Villa Schneider furono comunque, fin dalle settimane successive alla caduta della Repubblica Sociale Italiana, due giornali locali, Baita e Il Biellese. Nel giugno del 1945 quest'ultimo giornale dava conto, accanto ai resoconti sul processo per la strage di ventuno partigiani uccisi dopo un rastrellamento sulla Serra Morenica di Ivrea, fra Torrazzo e Sala Biellese, in piazza Quintino Sella (ora Piazza Martiri della Libertà), dei processi che sarebbero iniziati di lì a poco da parte della Corte Straordinaria d'Assise contro aderenti alla RSI implicati nelle vicende della villa biellese. I processi, tenutisi subito dopo, portarono ad alcune condanne a morte di esponenti della Repubblica Sociale Italiana.

## Luogo della memoria
Nei primi anni duemila nei fondi della palazzina è stata allestita la mostra permanente "Spazio alla memoria", organizzata dall'Assessorato alla Cultura della Città di Biella. La mostra è la risultanza di una volontà politica della Giunta Susta, fortemente voluta dall'assessore Barazzotto Vittorio al fine di raccogliere la testimonianza dei superstiti grazie ai quali era stata trascritta la storia orale al fine di evitare il rischio che tutto si trasformasse in una leggenda metropolitana facendo scivolare nell'oblio le urla e le vittime che si sentivano fin sulla strada. La storia di Villa Schneider venne immortalata con il nome di Museo della memoria in una mostra permanente frutto di una ricerca storica degli studenti nell'anno scolastico 2001-2002 della Consulta provinciale coordinati dal prof. Marcello Vaudano e dal critico Bruno Pozzato in collaborazione con l'Istituto storico della Resistenza di Biella, Vercelli e Torino e del personale dell'assessorato. L'allestimento della mostra venne curato da Gigi Piana che rafforzò gli elementi storici per creare un percorso emozionale di un passato da rivivere negli uffici dell'assessorato alla cultura. Purtroppo a partire dal 2019 la mostra è stata relegata in un angolo, alcuni supporti digitali sono spariti anche se per fortuna le registrazioni delle interviste ai superstiti sono state conservate. La volontà da parte dei promotori di allora è quella di ripristinare la mostra nella sua interezza. Si attende il consenso del Comune. 
Oggi grazie ai volontari dell'ANPI è possibile visitare su prenotazione quello che rimane dopo vent'anni.